# Macrohelodes
Macrohelodes es un género de coleóptero de la familia Scirtidae.

## Especies
Las especies de este género son:
- Macrohelodes crassus
- Macrohelodes gravis
- Macrohelodes intricatus
- Macrohelodes lucidus
- Macrohelodes montanus
- Macrohelodes niger
- Macrohelodes princeps
- Macrohelodes tasmanicus
- Macrohelodes vittatus